# Bo Libergren
Bo Libergren, né le 29 avril 1969 à Odense (Danemark), est un homme politique danois, membre de Venstre et président du conseil régional du Danemark du Sud depuis 2023.

## Biographie
Bo Libergren est diplômé en histoire à l'université du Danemark du Sud.
Engagé au sein du parti libéral Venstre, il est élu au conseil de l'amter de Fionie à partir de 1993. Quand les amters sont supprimés au profit de nouvelles régions au 1er janvier 2007, il devient conseiller régional du Danemark du Sud.
Quand Carl Holst quitte la présidence de région suite à son élection au Folketing en juin 2015, il se porte candidat à sa succession, mais est battu lors du vote interne du groupe Venstre au conseil régional par sa collègue Stephanie Lose.
Il est candidat aux élections législatives de juin 2019, mais ne parvient pas à remporter de siège.
Le 14 mars 2023, il est élu président par intérim du conseil régional pour remplacer Stephanie Lose, nommée ministre de l'Économie par intérim. Cette dernière retrouve ses fonctions le 31 juillet.
En octobre 2023, Stephanie Lose est colistière de Troels Lund Poulsen pour l'élection à la présidence de Venstre, et amenée à entrer au gouvernement en cas de victoire. Bo Libergren est alors désigné par le groupe Venstre pour lui succéder à la présidence du conseil régional le cas échéant. Après que Lose soit devenue ministe de plein exercice le 24 novembre, Libergren est élu président de plein exerice du conseil régional le 27 novembre.